# Forsigtighedsprincippet
 Der er for få eller ingen kildehenvisninger i denne artikel, hvilket er et problem. Du kan hjælpe ved at angive troværdige kilder til de påstande, som fremføres i artiklen.

Forsigtighedsprincippet er en bred tilgang, der anvendes inden for lovgivning, videnskaben og andre innovationsområder. Grundlæggende indebærer princippet, at hvis der opstår rimelige indikationer for risiko for alvorlige eller uoprettelige konsekvenser som følge af en innovation, bør udviklingen af innovationen enten fortsætte med øget forsigtighed, eller standse midlertidigt indtil yderligere undersøgelse kan afklare usikkerheden.
Især inden for miljølovgivning har sikkerhedsprincippet spillet en central rolle. Bl.a. erfaringer med DDT og ozonlagsnedbrydende stoffer, der oprindelig blev anset som uskadelige, men senere viste at have alvorlige følger for økosystemer og menneskers sundhed, har fremmet en mere skeptisk tilgang til implementeringen af innovationer med potentielle ukendte virkninger på miljø og sundhed.
Selvom at forsigtighedsprincippet er en del af EU-traktaten om klima-politik og en anerkendt del af dansk ret, giver det ikke i sig selv myndigheder grundlag for indgreb. Princippet har derimod betydning for, hvordan lovgiver og myndigheder forholder sig til usikkerhed omkring innovation, og det kan hermed danne grundlag for, hvordan eksempelvis salg af produkter og industrielle aktiviteter reguleres med hensyn til miljøbeskyttelse.